# 德意志帝國銀行

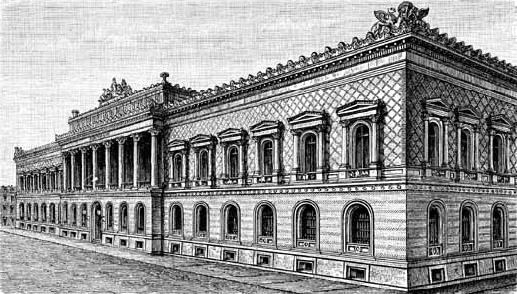
1900年的德意志帝国银行

德意志帝國銀行，曾是德國的中央銀行，建於1876年，1948年結束營業。

## 歷史
帝國銀行是取代普魯士中央銀行（Central Bank of Prussia）而建立的。它首任的主席赫爾曼·馮·戴程德（Hermann von Dechend）。
在1871年普鲁士统一德国并建立德意志帝國之前，德國境內有31家中央銀行（又稱Notenbanken，Note Bank）。每一個獨立的邦國均可發行他們自己的紙幣。在1870年時，為了方便日後的統一工作，曾有一道法令被通過，禁止再增加中央銀行。1874年德國的銀行法送入帝国议会辯論，在一連串的轉變與折衷後，銀行法在1875年通過。大多數的邦國不得再發行自己的鈔券，除了四個邦國之外，全部使用統一的德國馬克，至此完成了德國的貨幣統一工作。這四個邦國分別是巴登大公國、巴伐利亞王國、薩克森王國與符騰堡王國，這四個邦國獨立發行國內通貨，直到1935年。

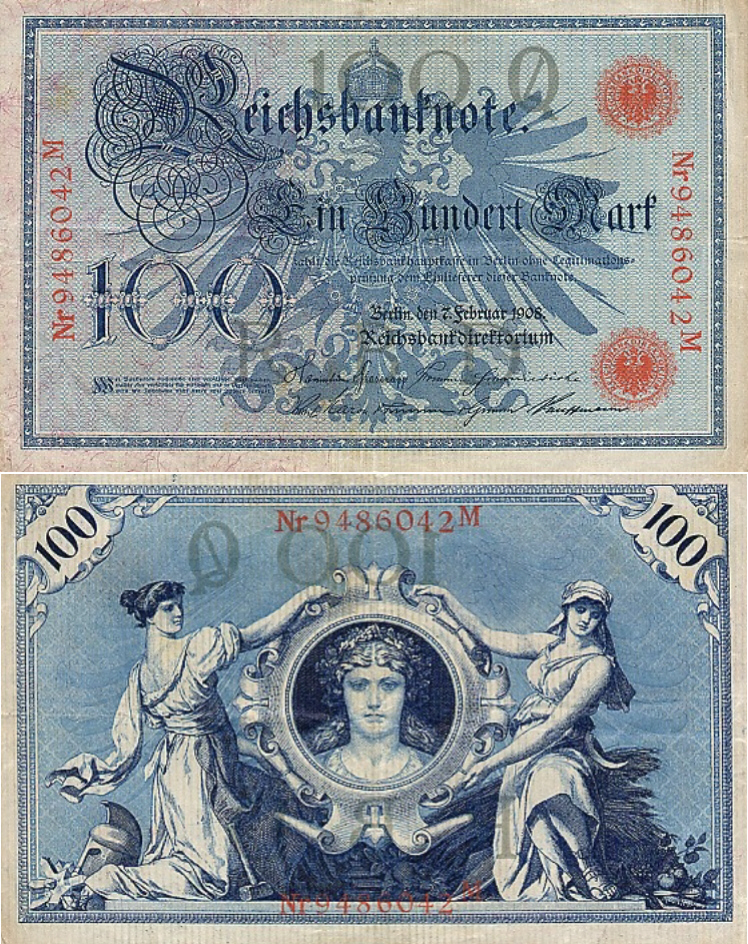
1908年的德意志帝国银行券一百馬克

德意志帝國銀行的歷史是起伏不定的，第一次世界大戰前，它發行的是號稱永不貶值的金馬克；然爾在戰爭支出與通貨膨脹的壓力下，馬克不斷貶值。在德國1922年至1923年通貨膨脹的高潮中，馬克變成了紙幣本位馬克（Papiermark，paper mark），鈔券的面值不斷膨脹，但其購買力卻繼續探底。到了通貨膨脹的末期，為了顧及印鈔成本，成千上億面額的鈔券只採單面印刷，至此已不得不進行金融改革。
在金融改革之中，德意志帝國銀行發行了一種新的儲備通貨－地產抵押馬克（Rentenmark，貨幣代號RM），以一地產馬克兌一兆紙幣馬克全面回收已經膨脹到不像話的紙幣馬克。在百廢待舉之際，德國政府在失去一切準備金的情況下，想到以土地為擔保而發行新貨幣，實在令人產生敬意。1924年，德國政府重新以帝國馬克（Reichsmark）等值兌換地產抵押馬克，結束了一段空前的惡性通貨膨脹，此次通貨膨脹的速度至今仍是世界金氏紀錄之最。
1924年的帝國馬克一直使用到1948年，與帝國銀行一同滅亡。

## 歷任主席
- 1876–1890  赫爾曼·馮·戴程德 (Hermann von Dechend)
- 1890–1908  理查德·科赫 (Richard Koch)
- 1908–1923  魯道夫·哈芬史坦
- 1923–1930  亞爾馬·沙赫特
- 1930–1933  漢斯·路德
- 1933–1939  亞爾馬·沙赫特 (Hjalmar Schacht)
- 1939–1945  瓦爾特·馮克 (Walther Funk)

有關1945年後自德國央行, 請參見: 德國聯邦銀行